# Belgische Gouden Schoen 2013
De Belgische Gouden Schoen 2013 werd op 22 januari 2014 uitgereikt. Het was de 60e keer dat de voetbaltrofee voor de beste speler in de Belgische  competitie werd uitgedeeld. De uitreiking vond voor het eerst plaats in de AED Studios in Lint. Thorgan Hazard van Zulte Waregem won de prijs voor de eerste keer. Hij ontving de Gouden Schoen uit handen van Herman Van Rompuy, voorzitter van de Europese Raad. Het gala werd gepresenteerd door Tom Coninx.

## Prijsuitreiking

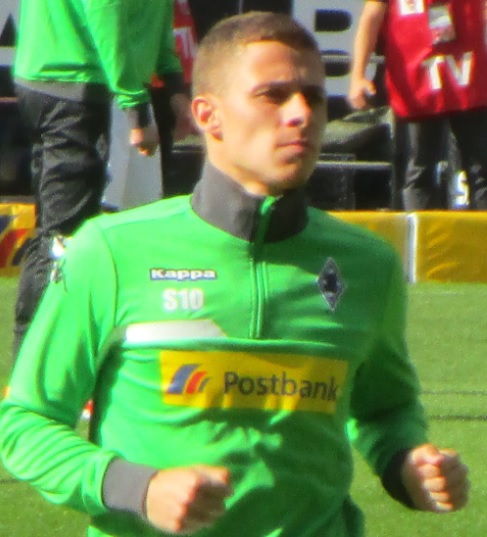
Thorgan Hazard ging enkele maanden na zijn overwinning aan de slag in de Bundesliga.

### Aanloop
Op voorhand werd Thorgan Hazard beschouwd als grote favoriet voor de Gouden Schoen. Andere kanshebbers die door analisten en de pers naar voor geschoven werden, waren Maxime Lestienne, Michy Batshuayi, Jelle Vossen en Silvio Proto.
In de aanloop naar het gala van de Gouden Schoen werd Hazard meermaals gelinkt aan een overstap naar RSC Anderlecht. De 20-jarige middenvelder gaf zelf aan naar Anderlecht te willen verhuizen, maar Zulte Waregem weigerde aan een transfer mee te werken. Op de dag van de Gouden Schoen kwam Hazard niet opdagen tijdens de training van Zulte Waregem.

### Winnaar
Hazard maakte zijn favorietenrol waar. De aanvallende middenvelder groeide in het seizoen 2012/13 uit tot een sterkhouder bij Zulte Waregem, dat uiteindelijk ook verrassend vicekampioen werd. In de eerste stemronde werd hij derde; enkel Maxime Lestienne en Silvio Proto haalden meer punten. In de tweede stemronde trok Hazard, die tussendoor ook de prijs voor beste belofte won, aan het langste eind. Hij stak Lestienne voorbij en veroverde zo zijn eerste Gouden Schoen. Proto werd voor het tweede jaar op rij derde in de einduitslag.
Hazard is de eerste laureaat sinds Gilles De Bilde in 1995 die niet afkomstig is van een club uit de G5, de groepering van de vijf grootste clubs van het land. Hij is ook de eerste speler die de trofee wint tijdens een uitleenbeurt.

### Nevenprijzen
Naast de hoofdprijs werden er ook zes nevenprijzen uitgedeeld. De omhaal van Jelle Vossen werd uitgeroepen tot mooiste doelpunt van het jaar. Zijn prijs werd in ontvangst genomen door Pierre Denier, de assistent-coach van KRC Genk. Silvio Proto van Anderlecht werd verkozen tot beste doelman en Thorgan Hazard veroverde de trofee voor beste belofte. De trainer van Zulte Waregem, Francky Dury, kreeg de prijs voor beste coach. Thibaut Courtois werd verkozen tot beste Belg in het buitenland en trad zo in de voetsporen van onder meer Marc Wilmots en Vincent Kompany. Minister van Media Ingrid Lieten reikte de Gouden Pump voor mooiste spelersvrouw uit aan Gal Refaelov, de echtgenote van Lior Refaelov.

## Uitslag
| Nr. | Land                    | Naam                 | Club(s)                              | Ptn. |
| --- | ----------------------- | -------------------- | ------------------------------------ | ---- |
| 1.  | Vlag van België         | Thorgan Hazard       | Zulte Waregem                        | 372  |
| 2.  | Vlag van België         | Maxime Lestienne     | Club Brugge                          | 154  |
| 3.  | Vlag van België         | Silvio Proto         | RSC Anderlecht                       | 137  |
| 4.  | Vlag van België         | Michy Batshuayi      | Standard Luik                        | 136  |
| 5.  | Vlag van België         | Jelle Vossen         | KRC Genk                             | 76   |
| 6.  | Vlag van Colombia       | Carlos Bacca         | Club Brugge / Sevilla FC             | 65   |
| 7.  | Vlag van Senegal        | Mbaye Leye           | Zulte Waregem                        | 43   |
| 8.  | Vlag van België         | Ilombe Mboyo         | KAA Gent / KRC Genk                  | 27   |
| 9.  | Vlag van Frankrijk      | William Vainqueur    | Standard Luik                        | 22   |
| "   | Vlag van België         | Hans Vanaken         | Lommel United / KSC Lokeren          | 22   |
| 11. | Vlag van België         | Massimo Bruno        | RSC Anderlecht                       | 20   |
| 12. | Vlag van Congo-Kinshasa | Dieumerci Mbokani    | RSC Anderlecht / Dynamo Kiev         | 12   |
| 13. | Vlag van België         | Thomas Buffel        | KRC Genk                             | 10   |
| 14. | Vlag van België         | Dennis Praet         | RSC Anderlecht                       | 9    |
| "   | Vlag van Australië      | Mathew Ryan          | Central Coast Mariners / Club Brugge | 9    |
| 16. | Vlag van België         | Davy De fauw         | Zulte Waregem                        | 8    |
| "   | Vlag van België         | Paul-José Mpoku      | Standard Luik                        | 8    |
| 18. | Vlag van Congo-Kinshasa | Chancel Mbemba       | RSC Anderlecht                       | 7    |
| 19. | Vlag van België         | Junior Malanda       | Zulte Waregem                        | 5    |
| 20. | Vlag van België         | Thomas Meunier       | Club Brugge                          | 4    |
| "   | Vlag van België         | Anthony Vanden Borre | RSC Anderlecht                       | 4    |
| 22. | Vlag van Argentinië     | Lucas Biglia         | RSC Anderlecht / Lazio               | 3    |
| "   | Vlag van België         | Laurent Ciman        | Standard Luik                        | 3    |
| "   | Vlag van Frankrijk      | Jonathan Delaplace   | Zulte Waregem / Lille OSC            | 3    |
| "   | Vlag van Nigeria        | Imoh Ezekiel         | Standard Luik                        | 3    |
| 26. | Vlag van Frankrijk      | Franck Berrier       | Zulte Waregem / KV Oostende          | 2    |
| "   | Vlag van België         | Geoffrey Mujangi Bia | Watford FC / Standard Luik           | 2    |
| "   | Vlag van Argentinië     | Matías Suárez        | RSC Anderlecht                       | 2    |
| "   | Vlag van België         | Jelle Van Damme      | Standard Luik                        | 2    |
| "   | Vlag van Spanje         | Víctor Vázquez       | Club Brugge                          | 2    |
| 31. | Vlag van België         | Sammy Bossut         | Zulte Waregem                        | 1    |
| "   | Vlag van België         | Karel D'Haene        | Zulte Waregem                        | 1    |
| "   | Vlag van België         | Guillaume Gillet     | RSC Anderlecht                       | 1    |
| "   | Vlag van Frankrijk      | Julien Gorius        | KRC Genk                             | 1    |
| "   | Vlag van Hongarije      | László Köteles       | KRC Genk                             | 1    |
| "   | Vlag van Senegal        | Cheikhou Kouyaté     | RSC Anderlecht                       | 1    |
| "   | Vlag van Frankrijk      | Parfait Mandanda     | Sporting Charleroi                   | 1    |
| "   | Vlag van Zwitserland    | Danijel Milićević    | Sporting Charleroi                   | 1    |
| "   | Vlag van Denemarken     | Nicklas Pedersen     | KV Mechelen / KAA Gent               | 1    |
| "   | Vlag van België         | Youri Tielemans      | RSC Anderlecht                       | 1    |

1954 · 
1955 · 
1956 · 
1957 · 
1958 · 
1959 · 
1960 · 
1961 · 
1962 · 
1963 · 
1964 · 
1965 · 
1966 · 
1967 · 
1968 · 
1969 · 
1970 · 
1971 · 
1972 · 
1973 · 
1974 · 
1975 · 
1976 · 
1977 · 
1978 · 
1979 · 
1980 · 
1981 · 
1982 · 
1983 · 
1984 · 
1985 · 
1986 · 
1987 · 
1988 · 
1989 · 
1990 · 
1991 · 
1992 · 
1993 · 
1994 · 
1995 · 
1996 · 
1997 · 
1998 · 
1999 · 
2000 · 
2001 · 
2002 · 
2003 · 
2004 · 
2005 · 
2006 · 
2007 · 
2008 · 
2009 · 
2010 · 
2011 · 
2012 · 
2013 · 
2014 · 
2015 · 
2016 · 
2017 ·
2018 ·
2019 ·
2020 ·
2022 ·
2023 ·
2024